# Belgien i olympiska sommarspelen 1980
Belgien deltog i de olympiska sommarspelen 1980 med en trupp bestående av 59 deltagare, 43 män och 16 kvinnor, vilka deltog i 51 tävlingar i tio sporter. Landet deltog inte i den av USA ledda bojkotten mot spelen, men visade sitt stöd genom att tävla under den olympiska flaggan istället för den egna flaggan. Robert Van de Walle tog ett guld i judo vilket var Belgiens enda medalj.

## Bågskytte
Herrarnas individuella tävling
- Robert Cogniaux — 2414 poäng (→ 9:e plats)
- Willy van den Bossche — 2384 poäng (→ 17:e plats)

## Cykling
Herrarnas linjelopp
- Luc De Smet
- Jan Nevens
- Ronald Van Avermaet
- Jan Wijnants

Herrarnas lagtempolopp
- Patrick du Chau
- Marc Sergeant
- Gerrit Van Gestel
- Leo Wellens

Herrarnas tempolopp
- Jan Blomme

Herrarnas förföljelse
- Joseph Smeets

Herrarnas lagförföljelse
- Jan Blomme
- Diederik Foubert
- Jozef Simons
- Joseph Smeets

## Friidrott
Herrarnas 400 meter
- Fons Brijdenbach
- Eddy De Leeuw
- Jacques Borlée

Herrarnas 5 000 meter
- Emiel Puttemans
- Alex Hagelsteens

Herrarnas 10 000 meter
- Alex Hagelsteens
  - Heat — 29:47,6 (→ gick inte vidare)

Herrarnas maraton
- Karel Lismont
  - Final — 2:13:27 (→ 9:e plats)

- Mark Smet
  - Final — 2:16:00 (→ 13:e plats)

- Rik Schoofs
  - Final — 2:17:28 (→ 18:e plats)

Herrarnas 4 x 400 meter stafett
- Eddy de Leeuw, Danny Roelandt, Rik Vandenberghe och Fons Brijdenbach
  - Heat — fullföljde inte (→ gick inte vidare)

Herrarnas höjdhopp
- Guy Moreau
  - Kval — 2,21 m
  - Final — 2,18 m (→ 14:e plats)

Herrarnas stavhopp
- Patrick Desruelles
  - Kval — ingen notering (→ gick inte vidare)

Damernas 200 meter
- Karin Verguts
- Lea Alaerts

Damernas 400 meter
- Rosine Wallez
- Anne Michel

Damernas 800 meter
- Anne-Marie Van Nuffel
  - Heat — 2:00,1
  - Semifinal — 2:02,0 (→ gick inte vidare)

Damernas 4 x 400 meter stafett
- Lea Alaerts
- Regine Berg
- Anne Michel
- Rosine Wallez

Damernas höjdhopp
- Christine Soetewey
  - Kval — 1,88 m
  - Final — 1,85 m (→ 12:e plats)

## Fäktning
Herrarnas florett
- Stéphane Ganeff
- Thierry Soumagne

Herrarnas värja
- Stéphane Ganeff
- Thierry Soumagne

Damernas florett
- Micheline Borghs